# Torneo Apertura 2024 (Uruguay)
El Torneo Apertura 2024 fue el primer certamen del 121.º torneo de primera categoría organizado por la AUF, correspondiente al año 2024. El Club Atlético Peñarol fue el campeón de este torneo.

## Equipos participantes

### Información general
Las fechas de fundación de los equipos y el palmarés de títulos y subtítulos son elementos declarados por los propios clubes implicados. Todos los datos estadísticos corresponden únicamente a los Campeonatos Uruguayos organizados por la Asociación Uruguaya de Fútbol, no se incluyen los torneos de la FUF de 1923 y 1924 ni el Torneo del Consejo Provisorio 1926 en las temporadas contadas.
Datos actualizados para la temporada 2024 inclusive. Las fechas de fundación de los equipos y el palmarés de títulos y subtítulos son elementos declarados por los propios clubes implicados. Todos los datos estadísticos corresponden únicamente a los Campeonatos Uruguayos organizados por la Asociación Uruguaya de Fútbol, no se incluyen los torneos de la FUF de 1923 y 1924 ni el Torneo del Consejo Provisorio 1926 en las temporadas contadas.
| Equipo              | Ciudad     | Estadio                       | Aforo  | Fundación                | Temp. | Temp. c. | Camp. | Subc. | Proveedor | 2023 |
| ------------------- | ---------- | ----------------------------- | ------ | ------------------------ | ----- | -------- | ----- | ----- | --------- | ---- |
| Boston River        | Montevideo | Campeones Olímpicos (Florida) | 5 124  | 20 de febrero de 1939    | 9     | 9        | 0     | 0     | Kelme     | 12°  |
| Cerro               | Montevideo | Luis Tróccoli                 | 25 000 | 1 de diciembre de 1922   | 77    | 2        | 0     | 1     | Mgr Sport | 10°  |
| Cerro Largo         | Melo       | Arq. Antonio E. Ubilla        | 9 000  | 19 de noviembre de 2002  | 11    | 6        | 0     | 0     | Concreto  | 7°   |
| Danubio             | Montevideo | Jardines del Hipódromo        | 18 000 | 1 de marzo de 1932       | 74    | 3        | 4     | 4     | Mgr Sport | 8°   |
| Defensor Sporting   | Montevideo | Luis Franzini                 | 16 000 | 15 de marzo de 1913      | 97    | 3        | 4     | 10    | Puma      | 4°   |
| Deportivo Maldonado | Maldonado  | Domingo Burgueño Miguel       | 30 152 | 25 de agosto de 1928     | 11    | 5        | 0     | 0     | Kelme     | 11°  |
| Fénix               | Montevideo | Parque Capurro                | 5.097  | 7 de julio de 1916       | 43    | 16       | 0     | 0     | Mgr Sport | 13°  |
| Liverpool           | Montevideo | Belvedere                     | 8 384  | 15 de febrero de 1915    | 83    | 10       | 1     | 1     | Mgr Sport | 1°   |
| Miramar Misiones    | Montevideo | Parque Palermo                | 4 072  | 25 de junio de 1980      | 26    | 1        | 0     | 0     | Mgr Sport |      |
| Mont. Wanderers     | Montevideo | Alfredo Víctor Viera          | 10 500 | 15 de agosto de 1902     | 108   | 25       | 3     | 8     | Umbro     | 5°   |
| Nacional            | Montevideo | Gran Parque Central           | 37 000 | 14 de mayo de 1899       | 120   | 120      | 49    | 45    | Umbro     | 3°   |
| Peñarol             | Montevideo | Campeón del Siglo             | 40 700 | 28 de septiembre de 1891 | 119   | 119      | 51    | 34    | Puma      | 2°   |
| Progreso            | Montevideo | Abraham Paladino              | 3 200  | 30 de abril de 1917      | 26    | 1        | 0     | 0     | Mgr Sport |      |
| Racing              | Montevideo | Parque Osvaldo Roberto        | 4 500  | 6 de abril de 1919       | 55    | 2        | 0     | 0     | Macron    | 6°   |
| Rampla Juniors      | Montevideo | Olímpico Pedro Arispe         | 9 500  | 7 de enero de 1914       | 72    | 1        | 1     | 5     | Mgr Sport |      |
| River Plate         | Montevideo | Parque Federico Saroldi       | 5 165  | 11 de mayo de 1932       | 76    | 21       | 0     | 1     | Mgr Sport | 9°   |

Nota: Los datos estadísticos acerca de temporadas disputadas, títulos y subtítulos correspondientes al Club Atlético Peñarol incluyen la trayectoria del CURCC. Para más información, véase: Decanato en el fútbol uruguayo.

### Distribución geográfica de los equipos
| Departamento | Cantidad | Equipos |
| ------------ | -------- | --- |
| Montevideo   | 14       | Boston River, Cerro, Danubio, Defensor Sporting, Fénix, Liverpool, Miramar Misiones, Montevideo Wanderers, Nacional, Peñarol, Progreso, Racing, Rampla Juniors, River Plate |
| Maldonado    | 1        | Deportivo Maldonado |
| Cerro Largo  | 1        | Cerro Largo |

## Entrenadores
| Equipo               | Entrenador inicial          | Entrenadores sustitutos  |
| -------------------- | --------------------------- | ------------------------ |
| Boston River         | Jadson Viera Nuevo          |                          |
| Cerro                | Ignacio Pallas Nuevo        |                          |
| Cerro Largo          | Bruno Silva Nuevo           |                          |
| Danubio              | Mario Saralegui Continúa    | Alejandro Apud           |
| Defensor Sporting    | Martín Varini Nuevo         |                          |
| Deportivo Maldonado  | Joaquín Boghossian Nuevo    |                          |
| Fénix                | Leonel Rocco Continúa       | Nicolás Vigneri          |
| Liverpool            | Emiliano Alfaro Nuevo       |                          |
| Miramar Misiones     | Leonardo Medina Continúa    | Horacio Peralta Interino |
| Miramar Misiones     | Leonardo Medina Continúa    | Ricardo Caruso Lombardi  |
| Miramar Misiones     | Leonardo Medina Continúa    | Juan Chumba Interino     |
| Miramar Misiones     | Leonardo Medina Continúa    | Walter Pandiani          |
| Montevideo Wanderers | Alejandro Capuccio Continúa | Antonio Pacheco          |
| Nacional             | Álvaro Recoba Continúa      |                          |
| Peñarol              | Diego Aguirre Continúa      |                          |
| Progreso             | Carlos Canobbio Continúa    |                          |
| Racing               | Eduardo Espinel Continúa    |                          |
| Rampla Juniors       | Martín García Nuevo         | Juan Castillo Interino   |
| Rampla Juniors       | Martín García Nuevo         | Edgar Martínez           |
| River Plate          | Ignacio Ithurralde Continúa |                          |

### Cambios de entrenadores
| Equipo               | Entrenador saliente            | Partidos dirigidos | Fecha de salida     | Tipo de salida     | Posición en la tabla | Entrenador entrante     | Fecha de nombramiento |
| -------------------- | ------------------------------ | ------------------ | ------------------- | ------------------ | -------------------- | ----------------------- | --------------------- |
| Fénix                | Leonel Rocco (1-3)             | 3                  | 3 de marzo de 2024  | Destitución        | 11°                  | Nicolás Vigneri         | 4 de marzo de 2024    |
| Montevideo Wanderers | Alejandro Capuccio (1-3)       | 3                  | 7 de marzo de 2024  | Destitución        | 13°                  | Antonio Pacheco         | 9 de marzo de 2024    |
| Miramar Misiones     | Leonardo Medina (1-5)          | 5                  | 24 de marzo de 2024 | Destitución        | 14°                  | Horacio Peralta         | 26 de marzo de 2024   |
| Rampla Juniors       | Martín García (1-5)            | 4                  | 27 de marzo de 2024 | Común acuerdo      | 16°                  | Juan Castillo           | 27 de marzo de 2024   |
| Miramar Misiones     | Horacio Peralta (6-7)          | 2                  | 8 de abril de 2024  | Fin del interinato | 14°                  | Ricardo Caruso Lombardi | 8 de abril de 2024    |
| Rampla Juniors       | Juan Castillo (6-7)            | 2                  | 9 de abril de 2024  | Fin del interinato | 15°                  | Edgar Martínez          | 9 de abril de 2024    |
| Danubio              | Mario Saralegui (1-8)          | 8                  | 15 de abril de 2024 | Destitución        | 9°                   | Alejandro Apud          | 17 de abril de 2024   |
| Miramar Misiones     | Ricardo Caruso Lombardi (8-13) | 6                  | 22 de mayo de 2024  | Renuncia           | 16°                  | Juan Chumba             | 22 de mayo de 2024    |
| Deportivo Maldonado  | Joaquín Boghossian (1-14)      | 14                 | 28 de mayo de 2024  | Destitución        | 11°                  | Gustavo Díaz            | 29 de mayo de 2024    |
| Miramar Misiones     | Juan Chumba (14)               | 1                  | 1 de junio de 2016  | Fin del interinato | 16°                  | Walter Pandiani         | 2 de junio de 2024    |

## Desarrollo

### Tabla de posiciones
| Pos. | Equipo               | Pts. | PJ | G  | E | P | GF | GC | Dif. |  |
| ---- | -------------------- | ---- | -- | -- | - | - | -- | -- | ---- |  |
| 1    | Peñarol              | 41   | 15 | 13 | 2 | 0 | 31 | 7  | +24  |  |
| 2    | Nacional             | 34   | 15 | 10 | 4 | 1 | 31 | 16 | +15  |  |
| 3    | Defensor Sporting    | 28   | 15 | 8  | 4 | 3 | 31 | 17 | +14  |  |
| 4    | Boston River         | 27   | 15 | 8  | 3 | 4 | 20 | 16 | +4   |  |
| 5    | Progreso             | 24   | 15 | 7  | 3 | 5 | 25 | 25 | 0    |  |
| 6    | Cerro Largo          | 21   | 15 | 6  | 3 | 6 | 16 | 16 | 0    |  |
| 7    | Racing               | 19   | 15 | 5  | 4 | 6 | 22 | 22 | 0    |  |
| 8    | Liverpool            | 18   | 15 | 4  | 6 | 5 | 22 | 24 | −2   |  |
| 9    | Montevideo Wanderers | 18   | 15 | 5  | 3 | 7 | 15 | 20 | −5   |  |
| 10   | Cerro                | 17   | 15 | 4  | 5 | 6 | 19 | 25 | −6   |  |
| 11   | Deportivo Maldonado  | 15   | 15 | 4  | 3 | 8 | 14 | 18 | −4   |  |
| 12   | Rampla Juniors       | 15   | 15 | 4  | 3 | 8 | 15 | 27 | −12  |  |
| 13   | River Plate          | 14   | 15 | 3  | 5 | 7 | 20 | 25 | −5   |  |
| 14   | Danubio              | 14   | 15 | 3  | 5 | 7 | 13 | 19 | −6   |  |
| 15   | Fénix                | 13   | 15 | 3  | 4 | 8 | 11 | 17 | −6   |  |
| 16   | Miramar Misiones     | 11   | 15 | 2  | 5 | 8 | 18 | 28 | −10  |  |

 Fuente: AUF
Criterios de clasificación: 1) puntos; 2) diferencia de goles; 3) número de goles marcados.
|  | Campeón del Torneo Apertura. |

|                            |
|                            |
| Campeón Peñarol 7.º título |

### Evolución de la clasificación
| Equipo \ Jornadas    | 01  | 02   | 03   | 04   | 05   | 06  | 07  | 08  | 09 | 10 | 11 | 12 | 13 | 14 | 15 |
| -------------------- | --- | ---- | ---- | ---- | ---- | --- | --- | --- | -- | -- | -- | -- | -- | -- | -- |
| Peñarol              | 5   | 1    | 1    | 1    | 1    | 1   | 1   | 1   | 1  | 1  | 1  | 1  | 1  | 1  | 1  |
| Nacional             | 4   | 2    | 2    | 4    | 4    | 5   | 4   | 3   | 3  | 3  | 2  | 2  | 2  | 2  | 2  |
| Defensor Sporting    | 10* | 6*   | 4*   | 5*   | 6    | 4   | 5*  | 5*  | 4  | 4  | 4  | 4  | 5  | 4  | 3  |
| Boston River         | 2   | 4    | 3    | 2    | 3    | 3   | 3   | 4   | 5  | 7  | 6  | 5  | 3  | 3  | 4  |
| Progreso             | 1   | 8*   | 5*   | 3*   | 2*   | 2   | 2   | 2   | 2  | 2  | 3  | 3  | 4  | 5  | 5  |
| Cerro Largo          | 13  | 10   | 8    | 6    | 5    | 7   | 8   | 8   | 8  | 6  | 5  | 6  | 8  | 8  | 6  |
| Racing               | 7   | 3    | 7    | 9    | 11   | 8   | 7   | 7   | 7  | 5  | 7  | 8  | 7  | 7  | 7  |
| Liverpool            | 6   | 9    | 11   | 11   | 12   | 12  | 10  | 9   | 9  | 10 | 9  | 7  | 6  | 6  | 8  |
| Montevideo Wanderers | 9   | 12   | 13   | 13   | 10   | 11  | 13  | 13  | 12 | 11 | 11 | 12 | 9  | 9  | 9  |
| Cerro                | 8   | 13   | 14   | 15   | 15   | 16  | 12  | 12  | 11 | 13 | 14 | 13 | 14 | 12 | 10 |
| Deportivo Maldonado  | 14  | 15   | 10   | 10   | 8    | 9   | 11  | 11  | 14 | 12 | 12 | 9  | 10 | 11 | 11 |
| Rampla Juniors       | 11* | 14** | 15** | 16** | 16** | 13* | 15* | 16* | 15 | 14 | 13 | 14 | 13 | 10 | 12 |
| River Plate          | 16  | 7    | 6    | 8    | 7    | 6   | 6   | 6   | 6  | 8  | 10 | 10 | 11 | 13 | 13 |
| Danubio              | 3   | 5    | 9    | 7    | 9    | 10  | 9   | 10  | 10 | 9  | 8  | 11 | 12 | 15 | 14 |
| Fénix                | 15  | 11   | 12   | 12   | 13   | 14  | 16  | 15  | 16 | 16 | 16 | 16 | 15 | 14 | 15 |
| Miramar Misiones     | 12  | 16   | 16   | 14   | 14   | 15  | 14  | 14  | 13 | 15 | 15 | 15 | 16 | 16 | 16 |

### Resultados
- Los horarios corresponden al huso horario de Uruguay: (UTC-3).

| Nacional            | 2:1 | River Plate          | Gran Parque Central      | 16 de febrero | 20:30 |                  | Andrés Matonte |
| Fénix               | 1:2 | Danubio              | Parque Capurro           | 17 de febrero | 17:00 | Santiago Motta   |                |
| Miramar Misiones    | 2:3 | Progreso             | Parque Palermo           | 17 de febrero | 19:15 | Leandro Lasso    |                |
| Deportivo Maldonado | 1:2 | Boston River         | Centenario               | 17 de febrero | 21:30 | Bruno Sacarelo   |                |
| Cerro               | 1:1 | Montevideo Wanderers | Monumental Luis Tróccoli | 18 de febrero | 10:00 | Mathías de Armas |                |
| Racing              | 2:2 | Liverpool            | Parque Osvaldo Roberto   | 18 de febrero | 17:00 | Javier Burgos    |                |
| Cerro Largo         | 1:2 | Peñarol              | Centenario               | 18 de febrero | 20:00 | Esteban Ostojich |                |
| Rampla Juniors      | 2:1 | Defensor Sporting    | Olímpico Pedro Arispe    | 24 de abril   | 15:00 | Federico Arman   |                |

| River Plate          | 3:1 | Deportivo Maldonado | Parque Federico O. Saroldi | 23 de febrero | 17:00 |                  | Javier Feres |
| Montevideo Wanderers | 0:1 | Racing              | Parque Alfredo V. Viera    | 23 de febrero | 20:30 | Andrés Matonte   |              |
| Boston River         | 0:0 | Danubio             | Centenario                 | 24 de febrero | 17:00 | Leodán González  |              |
| Peñarol              | 2:0 | Miramar Misiones    | Campeón del Siglo          | 24 de febrero | 20:00 | Hernán Heras     |              |
| Cerro Largo          | 0:0 | Fénix               | Arq. Antonio E. Ubilla     | 25 de febrero | 10:00 | Esteban Guerra   |              |
| Liverpool            | 1:1 | Nacional            | Belvedere                  | 25 de febrero | 17:00 | Mathías de Armas |              |
| Defensor Sporting    | 5:0 | Cerro               | Luis Franzini              | 25 de febrero | 19:30 | Javier Burgos    |              |
| Progreso             | 4:2 | Rampla Juniors      | Abraham Paladino           | 27 de marzo   | 16:00 | Carlos Canobbio  |              |

| Cerro            | 2:3 | Progreso             | Monumental Luis Tróccoli   | 1 de marzo | 17:00 |                  | Christian Ferreyra |
| Miramar Misiones | 1:2 | Cerro Largo          | Parque Palermo             | 1 de marzo | 19:30 | Santiago Motta   |                    |
| Racing           | 1:2 | Defensor Sporting    | Parque Osvaldo Roberto     | 2 de marzo | 10:00 | Antonio García   |                    |
| River Plate      | 1:0 | Danubio              | Parque Federico O. Saroldi | 2 de marzo | 17:00 | Bruno Sacarelo   |                    |
| Nacional         | 3:0 | Montevideo Wanderers | Gran Parque Central        | 2 de marzo | 20:00 | Hernán Heras     |                    |
| Fénix            | 1:2 | Boston River         | Parque Capurro             | 3 de marzo | 10:00 | Javier Feres     |                    |
| Liverpool        | 1:2 | Deportivo Maldonado  | Belvedere                  | 3 de marzo | 17:00 | Esteban Ostojich |                    |
| Rampla Juniors   | 0:3 | Peñarol              | Centenario                 | 3 de marzo | 20:00 | Gustavo Tejera   |                    |

| Miramar Misiones     | 1:1 | Fénix               | Parque Palermo             | 8 de marzo  | 20:30 |                    | Leodán González |
| River Plate          | 1:2 | Boston River        | Parque Federico O. Saroldi | 9 de marzo  | 16:30 | Leandro Lasso      |                 |
| Peñarol              | 3:0 | Cerro               | Campeón del Siglo          | 9 de marzo  | 19:30 | Esteban Ostojich   |                 |
| Liverpool            | 1:2 | Danubio             | Belvedere                  | 10 de marzo | 10:00 | Andrés Matonte     |                 |
| Progreso             | 4:3 | Racing              | Abraham Paladino           | 10 de marzo | 16:30 | Gustavo Tejera     |                 |
| Defensor Sporting    | 3:3 | Nacional            | Luis Franzini              | 10 de marzo | 19:30 | Christian Ferreyra |                 |
| Cerro Largo          | 2:0 | Rampla Juniors      | Arq. Antonio E. Ubilla     | 11 de marzo | 16:30 | Daniel Rodríguez   |                 |
| Montevideo Wanderers | 0:0 | Deportivo Maldonado | Parque Alfredo V. Viera    | 11 de marzo | 19:00 | Javier Burgos      |                 |

| Boston River        | 1:1 | Liverpool            | Campeones Olímpicos      | 15 de marzo | 19:30 |                  | Gustavo Tejera |
| Fénix               | 0:0 | River Plate          | Parque Capurro           | 16 de marzo | 16:30 | Federico Arman   |                |
| Racing              | 1:2 | Peñarol              | Parque Alfredo V. Viera  | 16 de marzo | 19:30 | Leodán González  |                |
| Rampla Juniors      | 1:1 | Miramar Misiones     | Olímpico Pedro Arispe    | 23 de marzo | 13:30 | Eduardo Varela   |                |
| Nacional            | 0:0 | Progreso             | Gran Parque Central      | 23 de marzo | 18:30 | Javier Burgos    |                |
| Deportivo Maldonado | 1:0 | Defensor Sporting    | Domingo Burgueño Miguel  | 23 de marzo | 21:00 | Andrés Matonte   |                |
| Cerro               | 1:1 | Cerro Largo          | Monumental Luis Tróccoli | 24 de marzo | 10:00 | Mathias de Armas |                |
| Danubio             | 0:2 | Montevideo Wanderers | Jardines del Hipódromo   | 24 de marzo | 16:00 | Esteban Ostojich |                |

| Cerro Largo          | 0:2 | Racing              | Arq. Antonio. E Ubilla  | 29 de marzo | 12:30 |                  | Esteban Ostojich |
| Peñarol              | 0:0 | Nacional            | Campeón del Siglo       | 29 de marzo | 16:00 | Mathias de Armas |                  |
| Rampla Juniors       | 1:0 | Fénix               | Olímpico Pedro Arispe   | 30 de marzo | 13:30 | Andrés Martínez  |                  |
| Liverpool            | 1:1 | River Plate         | Belvedere               | 30 de marzo | 16:00 | Leodán González  |                  |
| Defensor Sporting    | 1:0 | Danubio             | Luis Franzini           | 30 de marzo | 19:00 | Santiago Motta   |                  |
| Progreso             | 3:1 | Deportivo Maldonado | Abraham Paladino        | 31 de marzo | 15:00 | Javier Feres     |                  |
| Miramar Misiones     | 2:2 | Cerro               | Luis Franzini           | 31 de marzo | 17:30 | Bruno Sacarelo   |                  |
| Montevideo Wanderers | 0:2 | Boston River        | Parque Alfredo V. Viera | 31 de marzo | 20:00 | Hernán Heras     |                  |

| Boston River        | 2:2 | Defensor Sporting    | Campeones Olímpicos        | 5 de abril | 19:00 |                    | Mathias de Armas |
| River Plate         | 3:1 | Montevideo Wanderers | Parque Federico O. Saroldi | 6 de abril | 10:00 | Christian Ferreyra |                  |
| Racing              | 1:1 | Miramar Misiones     | Parque Osvaldo Roberto     | 6 de abril | 12:30 | Daniel Rodríguez   |                  |
| Danubio             | 1:1 | Progreso             | Jardines del Hipódromo     | 6 de abril | 15:00 | Gustavo Tejera     |                  |
| Nacional            | 1:0 | Cerro Largo          | Gran Parque Central        | 6 de abril | 18:00 | Andrés Matonte     |                  |
| Cerro               | 3:0 | Rampla Juniors       | Monumental Luis Tróccoli   | 7 de abril | 10:00 | Javier Feres       |                  |
| Fénix               | 1:3 | Liverpool            | Parque Capurro             | 7 de abril | 15:00 | Leandro Lasso      |                  |
| Deportivo Maldonado | 1:2 | Peñarol              | Domingo Burgueño Miguel    | 7 de abril | 18:00 | Javier Burgos      |                  |

| Progreso             | 1:0 | Boston River | Abraham Paladino         | 13 de abril | 15:00 |                  | Leodán González |
| Cerro                | 0:0 | Fénix        | Monumental Luis Tróccoli | 13 de abril | 17:30 | Mathías de Armas |                 |
| Deportivo Maldonado  | 0:1 | Cerro Largo  | Domingo Burgueño Miguel  | 13 de abril | 20:00 | Santiago Motta   |                 |
| Rampla Juniors       | 0:1 | Racing       | Olímpico Pedro Arispe    | 14 de abril | 10:00 | Diego Riveiro    |                 |
| Defensor Sporting    | 2:1 | River Plate  | Luis Franzini            | 14 de abril | 15:00 | Javier Feres     |                 |
| Peñarol              | 2:0 | Danubio      | Campeón del Siglo        | 14 de abril | 18:00 | Bruno Sacarelo   |                 |
| Montevideo Wanderers | 2:3 | Liverpool    | Parque Alfredo V. Viera  | 16 de abril | 18:00 | Esteban Ostojich |                 |
| Miramar Misiones     | 1:2 | Nacional     | Luis Franzini            | 16 de abril | 20:30 | Hernán Heras     |                 |

| Racing              | 1:1 | Cerro                | Parque Osvaldo Roberto     | 19 de abril | 13:30 |                    | Javier Burgos |
| Liverpool           | 1:1 | Defensor Sporting    | Belvedere                  | 19 de abril | 15:30 | Christian Ferreyra |               |
| Danubio             | 1:1 | Cerro Largo          | Jardines del Hipódromo     | 20 de abril | 10:00 | Esteban Ostojich   |               |
| Boston River        | 1:3 | Peñarol              | Campeones Olímpicos        | 20 de abril | 15:00 | Gustavo Tejera     |               |
| Nacional            | 6:2 | Rampla Juniors       | Gran Parque Central        | 20 de abril | 18:00 | Leodán González    |               |
| Deportivo Maldonado | 1:2 | Miramar Misiones     | Domingo Burgueño Miguel    | 20 de abril | 20:30 | Pablo Giménez      |               |
| Fénix               | 1:2 | Montevideo Wanderers | Parque Capurro             | 21 de abril | 13:00 | Santiago Motta     |               |
| River Plate         | 2:2 | Progreso             | Parque Federico O. Saroldi | 21 de abril | 15:30 | Andrés Matonte     |               |

| Rampla Juniors    | 1:1 | Deportivo Maldonado  | Olímpico Pedro Arispe  | 27 de abril | 12:30 |                    | Leandro Lasso |
| Cerro Largo       | 2:0 | Boston River         | Arq. Antonio. E Ubilla | 27 de abril | 15:00 | Christian Ferreyra |               |
| Miramar Misiones  | 3:5 | Danubio              | Parque Palermo         | 28 de abril | 10:00 | Javier Feres       |               |
| Progreso          | 2:1 | Liverpool            | Abraham Paladino       | 28 de abril | 15:00 | Javier Burgos      |               |
| Cerro             | 1:2 | Nacional             | Centenario             | 28 de abril | 18:00 | Gustavo Tejera     |               |
| Defensor Sporting | 2:2 | Montevideo Wanderers | Parque Palermo         | 28 de abril | 20:30 | Leodán González    |               |
| Racing            | 2:0 | Fénix                | Parque Osvaldo Roberto | 29 de abril | 15:00 | Hernán Heras       |               |
| Peñarol           | 3:0 | River Plate          | Campeón del Siglo      | 29 de abril | 20:00 | Esteban Ostojich   |               |

| Danubio              | 1:1 | Rampla Juniors    | Jardines del Hipódromo     | 3 de mayo | 12:30 |                  | Mathias de Armas |
| Liverpool            | 2:2 | Peñarol           | Belvedere                  | 3 de mayo | 15:00 | Hernán Heras     |                  |
| Nacional             | 4:2 | Racing            | Gran Parque Central        | 3 de mayo | 20:00 | Leandro Lasso    |                  |
| Boston River         | 3:1 | Miramar Misiones  | Campeones Olímpicos        | 4 de mayo | 10:00 | Leodán González  |                  |
| Montevideo Wanderers | 2:0 | Progreso          | Parque Alfredo V. Viera    | 4 de mayo | 17:30 | Gustavo Tejera   |                  |
| River Plate          | 2:3 | Cerro Largo       | Parque Federico O. Saroldi | 5 de mayo | 10:00 | Javier Burgos    |                  |
| Fénix                | 0:2 | Defensor Sporting | Parque Capurro             | 5 de mayo | 15:00 | Esteban Ostojich |                  |
| Deportivo Maldonado  | 3:0 | Cerro             | Domingo Burgueño Miguel    | 5 de mayo | 17:30 | Javier Feres     |                  |

| Nacional         | 1:4 | Fénix                | Gran Parque Central      | 10 de mayo | 20:00 |                    | Mathias de Armas |
| Cerro            | 2:0 | Danubio              | Monumental Luis Tróccoli | 11 de mayo | 10:00 | Santiago Motta     |                  |
| Miramar Misiones | 0:0 | River Plate          | Parque Capurro           | 11 de mayo | 12:30 | Eduardo Varela     |                  |
| Racing           | 0:1 | Deportivo Maldonado  | Parque Osvaldo Roberto   | 11 de mayo | 15:00 | Christian Ferreyra |                  |
| Peñarol          | 1:0 | Montevideo Wanderers | Campeón del Siglo        | 11 de mayo | 18:00 | Andrés Matonte     |                  |
| Liverpool        | 2:1 | Cerro Largo          | Belvedere                | 12 de mayo | 10:00 | Gustavo Tejera     |                  |
| Rampla Juniors   | 0:1 | Boston River         | Olímpico Pedro Arispe    | 12 de mayo | 12:30 | Andrés Martínez    |                  |
| Progreso         | 1:4 | Defensor Sporting    | Abraham Paladino         | 12 de mayo | 15:00 | Javier Feres       |                  |

| Fénix                | 1:0 | Progreso         | Parque Capurro             | 18 de mayo | 12:30 |                  | Hernán Heras |
| River Plate          | 0:2 | Rampla Juniors   | Parque Federico O. Saroldi | 18 de mayo | 15:00 | Esteban Guerra   |              |
| Defensor Sporting    | 0:2 | Peñarol (C)      | Luis Franzini              | 18 de mayo | 18:00 | Mathías De Armas |              |
| Danubio              | 0:1 | Racing           | Jardines del Hipódromo     | 19 de mayo | 12:30 | Esteban Ostojich |              |
| Boston River         | 2:0 | Cerro            | Campeones Olímpicos        | 19 de mayo | 15:00 | Javier Burgos    |              |
| Montevideo Wanderers | 1:0 | Cerro Largo      | Parque Alfredo V. Viera    | 19 de mayo | 17:30 | Leodán González  |              |
| Liverpool            | 2:1 | Miramar Misiones | Belvedere                  | 20 de mayo | 15:00 | Javier Feres     |              |
| Deportivo Maldonado  | 0:2 | Nacional         | Domingo Burgueño Miguel    | 20 de mayo | 20:00 | Andrés Matonte   |              |

| Peñarol             | 3:1 | Progreso             | Campeón del Siglo        | 23 de mayo | 20:00 |                    | Gustavo Tejera |
| Racing              | 1:2 | Boston River         | Parque Osvaldo Roberto   | 24 de mayo | 15:00 | Anahí Fernández    |                |
| Miramar Misiones    | 2:0 | Montevideo Wanderers | Parque Palermo           | 25 de mayo | 12:30 | Christian Ferreyra |                |
| Liverpool           | 1:2 | Rampla Juniors       | Belvedere                | 25 de mayo | 15:00 | Leodán González    |                |
| Nacional            | 1:0 | Danubio              | Gran Parque Central      | 25 de mayo | 18:00 | Javier Burgos      |                |
| Cerro               | 3:2 | River Plate          | Monumental Luis Tróccoli | 26 de mayo | 12:30 | Esteban Ostojich   |                |
| Defensor Sporting   | 3:1 | Cerro Largo          | Luis Franzini            | 26 de mayo | 15:00 | Federico Arman     |                |
| Deportivo Maldonado | 0:1 | Fénix                | Domingo Burgueño Miguel  | 26 de mayo | 17:30 | Bruno Sacarelo     |                |

| Montevideo Wanderers | 2:1 | Rampla Juniors      | Parque Alfredo V. Viera    | 1 de junio | 17:30 |                  | Mathías de Armas |
| River Plate          | 3:3 | Racing              | Parque Federico O. Saroldi | 2 de junio | 10:00 | Santiago Motta   |                  |
| Fénix                | 0:1 | Peñarol             | Centenario                 | 2 de junio | 15:00 | Javier Feres     |                  |
| Defensor Sporting    | 3:0 | Miramar Misiones    | Luis Franzini              | 2 de junio | 17:30 | Bruno Sacarelo   |                  |
| Liverpool            | 0:3 | Cerro               | Belvedere                  | 3 de junio | 12:30 | Gustavo Tejera   |                  |
| Danubio              | 1:1 | Deportivo Maldonado | Jardines del Hipódromo     | 3 de junio | 15:00 | Hernán Heras     |                  |
| Progreso             | 0:1 | Cerro Largo         | Parque Palermo             | 4 de junio | 15:00 | Leandro Lasso    |                  |
| Boston River         | 1:3 | Nacional            | Campeones Olímpicos        | 4 de junio | 19:00 | Esteban Ostojich |                  |

## Estadísticas

### Goleadores
| Jugador             | Equipo            | Goles | Partidos | Prom. |
| ------------------- | ----------------- | ----- | -------- | ----- |
| Octavio Rivero      | Defensor Sporting | 12    | 14       | 0.86  |
| Franco López        | Progreso          | 9     | 14       | 0.64  |
| Leonardo Sequeira   | Peñarol           | 7     | 10       | 0.7   |
| Leonardo Fernández  | Peñarol           | 7     | 13       | 0.5   |
| Hugo Silveira       | Cerro Largo       | 7     | 14       | 0.5   |
| Sebastián Fernández | Danubio           | 7     | 15       | 0.47  |
| Emiliano Gómez      | Boston River      | 6     | 12       | 0.5   |
| Alex Silva          | Progreso          | 6     | 13       | 0.46  |

### Asistencias
| Jugador            | Equipo            | Asistencias | Partidos | Prom. |
| ------------------ | ----------------- | ----------- | -------- | ----- |
| Leonardo Fernández | Peñarol           | 7           | 14       | 0.5   |
| Julio Báez         | River Plate       | 6           | 14       | 0.43  |
| Joaquín Valiente   | Defensor Sporting | 5           | 11       | 0.45  |
| Alex Silva         | Progreso          | 5           | 13       | 0.38  |

#### Tripletes o más
A continuación se detallan los tripletes conseguidos a lo largo del Torneo Apertura.
| Fecha      | Jugador             | Goles         | Local             |  | Resultado |  | Visitante        | Reporte  |
| ---------- | ------------------- | ------------- | ----------------- |  | --------- |  | ---------------- | -------- |
| 28/04/2024 | Sebastián Fernández | 61' 68' 90+6' | Miramar Misiones  |  | 3–5       |  | Danubio          | Fecha 10 |
| 02/06/2024 | Octavio Rivero      | 41' 85' 89'   | Defensor Sporting |  | 3–0       |  | Miramar Misiones | Fecha 15 |

## Récords
- Mayor número de goles marcados en un partido: 8 goles:

 Nacional 6 – 2  Rampla Juniors (20 de abril de 2024)
 Miramar Misiones 3 – 5  Danubio (28 de abril de 2024)
- Mayor victoria local:  Defensor Sporting 5 – 0  Cerro (25 de febrero de 2024)

- Mayor victoria visitante:

 Nacional 1 – 4  Fénix (10 de mayo de 2024)
 Progreso 1 – 4  Defensor Sporting (12 de mayo de 2024)
- Mayor racha de victorias consecutivas:  Nacional,  Peñarol (5 partidos)

- Mayor racha de partidos sin perder:  Peñarol (15 partidos)

- Mayor racha de partidos sin ganar:  Fénix (11 partidos)

- Mayor racha de derrotas consecutivas:  Progreso (5 partidos)

- Partido con mayor asistencia de público:  Peñarol 0 – 0  Nacional (29 de marzo de 2024) (40.172 entradas colocadas)[34]

- Partido con menor asistencia de público:  Cerro 3 – 0  Rampla Juniors (7 de abril de 2024)  (3 entradas vendidas)[35]Nota: Sin público local y con solamente 100 entradas disponibles para los socios visitantes, a un costo de $3000.[36][37]